# 15967 Clairearmstrong
15967 Clairearmstrong este un asteroid din centura principală de asteroizi.

## Descriere
15967 Clairearmstrong este un asteroid din centura principală de asteroizi. A fost descoperit pe 24 februarie 1998 la Rolvenden de Mark Armstrong (astronom). Asteroidul prezintă o orbită caracterizată de o semiaxă mare de 2,64 ua, o excentricitate de 0,29 și o înclinație de 12,2° în raport cu ecliptica.